# 블로그 저널리즘
블로그 저널리즘(Blog Journalism)은 블로그를 통해 각 개인이 뉴스 생산의 주체가 되는 현상을 뜻한다.
일반 대중, 즉 아마추어 저널리스트에 의해 뉴스가 생산/편집/유통되는 시티즌저널리즘과 달리, 블로그 저널리즘에서는 프로페셔널 저널리스트와 '저널리즘을 지향'하고 '표방'하는 아마추어 저널리스트 모두가 '블로거'라는 이름하에 동등한 위치에서 뉴스를 생산하고 편집하며 유통한다. 궁극적으로는 프로페셔널 저널리스트와 아마추어 저널리스트의 상호작용 속에서 프로암 저널리스트(Pro-Am Journalist) 층이 두터워지고, 이들을 통해 뉴스가 생산되고, 이들의 뉴스를 대중이 소비하는 것이 블로그 저널리즘의 목표라 할 수 있다.
이는 시티즌 저널리즘이 기성 프로페셔널 저널리즘을 배제한 '대안 저널리즘'을 표방한 것과는 달리 기성 프로페셔널 저널리즘과의 공생을 꾀한다고 볼 수 있기도 하다. 실제로 일부 아마추어 저널리스트들은 보다 많은 프로페셔널 저널리스트가 블로그스피어에 참가해야 블로그저널리즘이 융성할 수 있다고 주장한다.
현재의 블로그 저널리즘은 매우 미숙한 상황이며, 보통 몇몇 소위 파워 블로거들이 독립적으로 뉴스를 생산하는 형태에 그치고 있다. 이러한 현실에서는 블로그 저널리즘이 '저널리즘'으로의 영향력보다는 글 잘 쓰는 몇몇 소수에 그치고 만다. 따라서 블로그 저널리즘이 보다 효율적으로 움직이려면 각각의 블로거가 독립적으로 뉴스를 생산하는 것이 아니라, 기성 언론과 같이 블로거들이 생산한 뉴스(Feed)들을 한곳에 모아놓은 역할자가 필요하다.

## 상황
현재 대한민국에는 미디어몹이 블로그 저널리즘을 표방하며 운영되고 있으나, 프로페셔널 저널리스트들의 참여는 전무한 것으로 보인다. 따라서 미디어몹은 블로그 저널리즘이라기보단 시티즌 저널리즘에 가까운 것으로 보인다. 기성 신문사들의 블로그 서비스를 중심으로 아마추어 저널리스트와 프로페셔널 저널리스트가 함께 블로그스피어를 구성하는 경우가 있으나, 블로그 스피어의 최종적인 관리자가 블로거들이 아닌 신문사라는 언론권력집단이라는 점에서 블로거 자력에 의한 뉴스 생산, 편집, 유통이라는 블로그 저널리즘의 속성에서 어긋나는 면이있다. 하지만 프로페셔널 저널리스트와 아마추어 저널리스트가 함께 참여한다는 점에서 의의가 있다.

## 평가
숭실대학교 김사승 교수는 언론인들을 대상으로 한 강연에서 활동량이 많은 블로거들을 대상으로 저널리스트로서의 정체성을 일깨우고 교육하는 것이, 아마추어 저널리스트인 블로거들이 생산해내는 콘텐츠의 질을 높이는 방안이라 말했다.
포털 DAUM에 가 가지고 특강을 한 적이 있었는데 그 블로거들을 대상으로 했습니다. 그런데 그 블로거들이
굉장히 활동량이 강한 블로거들이에요. 그래서 그 사람들 대상으로 하면 자기 활동을 하긴 하는데 자기 정체성을
잘 모르겠더라는 거죠. 나는 단지 내가 뭘 알고 있는 걸 표현하고자 하는 욕구 때문에 블로거 활동을 하는데 자기 정체성을
이 사람들한테 설명을 했습니다. 당신들이 하는 기능이 어떤 거고 이게 전반적으로 전체 생태계 내에서 어떤 기능을 하고
의미가 있다는 걸 설명하고 난 다음에 굉장히 달라졌어요. 물론 블로그에서 제공되는 콘텐츠의 형식이라든지 어떤 퀄리티
이게 기준이 방송하고는 굉장히 차이가 나지 않습니까? 그 부분은 뭐냐 하면 교육을 시키고 앞으로 나가는 과정의 문제이지
그것 때문에 안 된다고 볼 수 없다는 게 이미 다른 쪽에서는 진행되고 있는 가능성을 확인했다는 거죠.

## 같이 보기
- 저널리스트
- 언론
- 신문
- 방송
- 블로그
- 시티즌 저널리즘
- 온라인 저널리즘